# Metaemene confluens
Metaemene confluens là một loài bướm đêm trong họ Erebidae.